# UCI ProTour Ploegentijdrit 2005
De UCI ProTour Ploegentijdrit van 2005 in Eindhoven, Noord-Brabant was de eerste van de drie ProTour ploegentijdritten. De eendaagse tijdrit werd verreden op zondag 19 juni 2005. Het Duitse Team Gerolsteiner won de wedstrijd over 48,6 km, voor Phonak en Team CSC.
Team Gerolsteiner reed de 48,6 km in een tijd van 53 minuten en 35 seconden. De ploeg haalde daarmee een gemiddelde snelheid van 54,420 km/h. De winnende ploeg bestond uit de renners Markus Fothen, Sven Krauss, Sebastian Lang, Torsten Schmidt, Uwe Peschel en Michael Rich.

## Eindstand
| pos.   | ploeg                            | land             | tijd   |
| ------ | -------------------------------- | ---------------- | ------ |
| Goud   | Team Gerolsteiner                | Duitsland        | 53.35  |
| Zilver | Phonak Hearing Systems           | Zwitserland      | + 0.03 |
| Brons  | Team CSC                         | Denemarken       | + 0.24 |
| 4      | Rabobank                         | Nederland        | + 0.51 |
| 5      | Discovery Channel                | Verenigde Staten | + 0.54 |
| 6      | Davitamon-Lotto                  | België           | + 1.20 |
| 7      | Domina Vacanze                   | Italië           | + 1.25 |
| 8      | Illes Balears-Caisse d'Epargne   | Spanje           | + 1.40 |
| 9      | Crédit Agricole                  | Frankrijk        | + 1.42 |
| 10     | Cofidis, Le Crédit par Téléphone | Frankrijk        | + 1.46 |
| 11     | MrBookmaker.com-SportsTech       | België           | + 1.58 |
| 12     | Lampre-Caffita                   | Italië           | + 2.00 |
| 13     | Quick·Step-Innergetic            | België           | + 2.09 |

| pos. | ploeg                       | land      | tijd   |
| ---- | --------------------------- | --------- | ------ |
| 14   | Liquigas-Bianchi            | Italië    | + 2.12 |
| 15   | Liberty Seguros-Würth Team  | Spanje    | + 2.19 |
| 16   | T-Mobile Team               | Duitsland | + 2.21 |
| 17   | Shimano-Memory Card         | Nederland | + 2.27 |
| 18   | Fassa Bortolo               | Italië    | + 2.28 |
| 19   | Team Wiesenhof              | Duitsland | + 2.30 |
| 20   | Bouygues Télécom            | Frankrijk | + 2.41 |
| 21   | Saunier Duval-Prodir        | Spanje    | + 2.44 |
| 22   | Intel-Action                | Polen     | + 2.47 |
| 23   | Chocolade Jacques-T Interim | België    | + 2.51 |
| 24   | Française des Jeux          | Frankrijk | + 3.07 |
| 25   | Euskaltel-Euskadi           | Spanje    | + 5.49 |